# Котоньи, Антонио
Антонио Котоньи (итал. Antonio Cotogni; 1 августа 1831, Рим — 15 октября 1918, там же) — итальянский оперный певец (баритон) и музыкальный педагог.

## Биография
Антонио Котоньи родился 1 августа 1831 года в Риме. Учился главным образом у Акилле Фальди, пел в церковных концертах в Риме и окрестностях.
В 1852 году дебютировал на римской оперной сцене в партии Белькоре («Любовный напиток» Гаэтано Доницетти), затем пел в Сполето, Орвието, Модене, Турине, Генуе, Ницце, в 1860 году дебютировал в Ла Скала. Систематически гастролировал в Париже, Лондоне, Санкт-Петербурге. В 1863 году участвовал в премьере Франко Faccios в опере I Profughi Fiamminghi , в 1865 году — в театре Карло Феличе в Генуе на премьере Faccios Amleto, а также в опере Джакомо Мейербера «Африканская женщина» (как Nelusco) в театре Комунале-Ди-Болонья. Особенным успехом пользовалось исполнение певцом партий в операх Джузеппе Верди; в частности, он участвовал в итальянской премьере оперы «Дон Карлос» (1867). В общей сложности репертуар Котоньи включал, как утверждается, более 120 партий.
В 1894—1898 годах — профессор Санкт-Петербургской консерватории, а с 1899 года — римской Академии Санта-Чечилия. Среди учеников Котоньи в разное время были Джакомо Лаури-Вольпи, Маттиа Баттистини, Беньямино Джильи, Николай Левицкий, Александра Кропивницкая, Я. Решке и другие; у него также брал уроки вокала Сергей Дягилев.
Антонио Котоньи умер 15 октября 1918 года в Риме.